# Schochen
Le Schochen est une montagne qui s’élève à 2 100 m d’altitude dans les Alpes d'Allgäu, en Allemagne.